# Wolfgang Wiens
Wolfgang Wiens (* 3. April 1941 in Stettin; † 16. Mai 2012 in Hamburg) war ein deutscher Dramaturg und Theaterregisseur.

## Leben

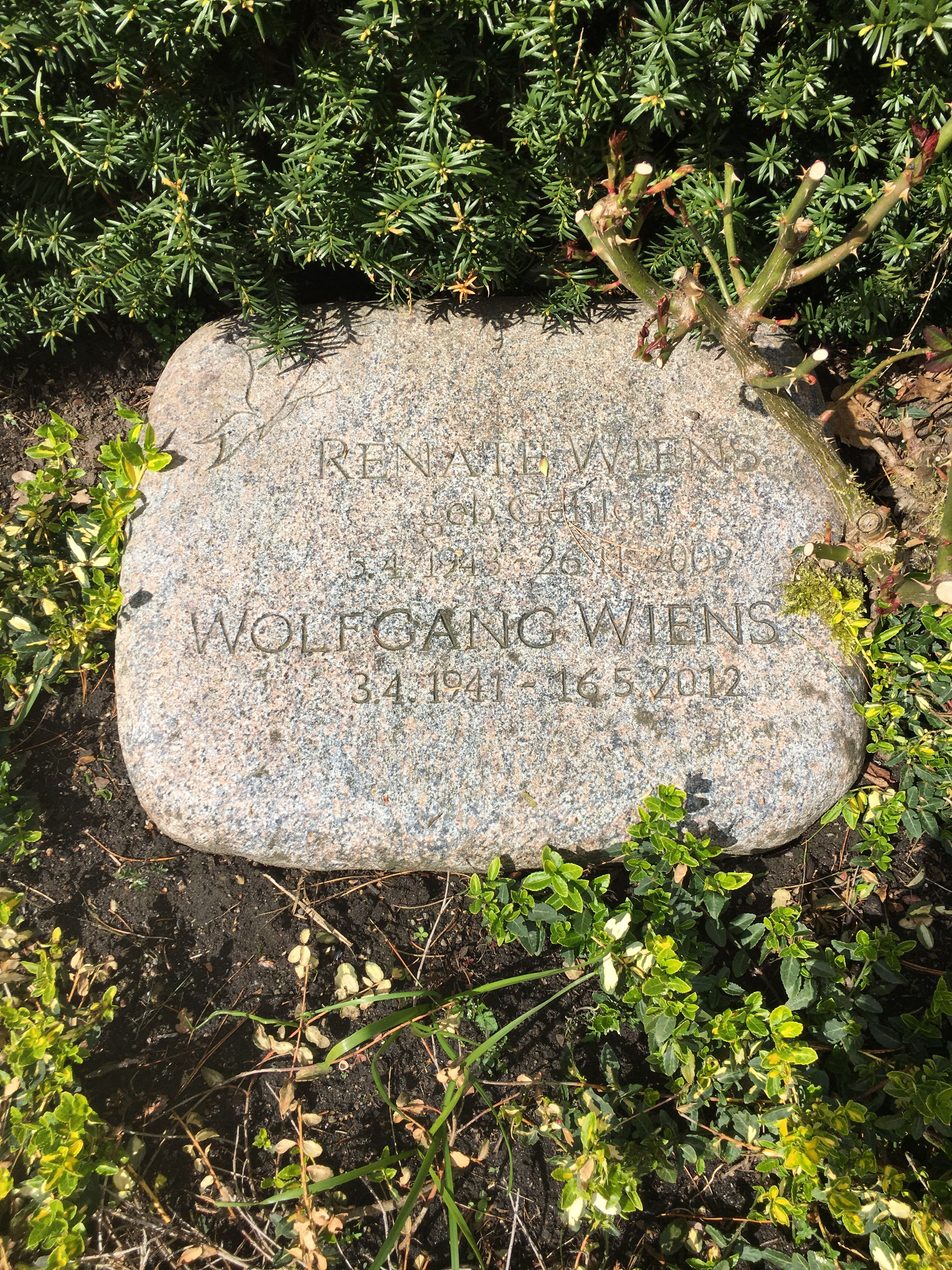
Grabstätte auf dem Friedhof Ohlsdorf

Nach seinem Abitur am Frankfurter Helmholtzgymnasium studierte Wiens von 1960 bis 1964 in Frankfurt, Berlin und Wien Theaterwissenschaften und Germanistik. In Frankfurt inszenierte er Stücke für das Studententheater und volontierte im Suhrkamp Verlag.
Ab 1965 war Wiens Regieassistent am Theater am Turm (TAT) in Frankfurt, ab 1966 auch Regisseur und Dramaturg. 1969 gründete er zusammen mit Karlheinz Braun und einigen jungen Dramatikern den Verlag der Autoren in Frankfurt. 1971 führte er zusammen mit Claus Peymann Regie bei Handkes „Der Ritt über den Bodensee“ an der Berliner Schaubühne und leitete anschließend für drei Jahre zusammen mit Wolfgang Deichsel das Frankfurter TAT. Von 1974 bis 1977 arbeitete Wiens als Dramaturg am Deutschen Schauspielhaus Hamburg, anschließend in gleicher Funktion am Schauspiel Frankfurt, dem Bremer Theater, am Schauspiel Köln, dem Hamburger Thalia Theater und der Berliner Schaubühne am Lehniner Platz, bis 1993. Als Gastdramaturg begleitete Wiens 1986 an der New Yorker Universität Robert Wilsons Inszenierung von Heiner Müllers „Hamletmaschine“ und 1987 Wilsons „Salome“ an der Mailänder Scala. Danach arbeitete Wiens an zehn weiteren Wilson-Inszenierungen mit, darunter "The Black Rider", "Alice", "Time Rocker" und „Dantons Tod“.
Von 1994 bis 1999 war Wolfgang Wiens Chefdramaturg am Hamburger Thalia Theater. Bis 2006 war er leitender Dramaturg am Wiener Burgtheater. Seitdem arbeitete er frei, vor allem wieder als Dramaturg für Robert Wilson und Andrea Breth.
Wolfgang Wiens wurde auf dem Friedhof Ohlsdorf beigesetzt. Die Grabstätte liegt im sogenannten „Schmetterlingsgarten“ bei Kapelle 13 im Planquadrat Bn 71.